# One Piece - L'isola segreta del barone Omatsuri
One Piece - L'isola segreta del barone Omatsuri (ONE PIECE オマツリ男爵と秘密の島?, Wan Pīsu: Omatsuri danshaku to himitsu no shima) è un film del 2005 diretto da Mamoru Hosoda, al suo debutto come regista in un lungometraggio. Sesto film anime basato sulla serie manga shōnen One Piece di Eiichirō Oda, è anche il primo lungometraggio diretto da Hosoda. Uscì in Giappone il 5 marzo 2005.

## Trama
Dopo averne trovato la mappa, Rufy e la sua ciurma decidono di visitare l'isola Omatsuri dove tutti gli abitanti hanno una strana piantina sulla testa. Il capo di quest'isola è il barone Omatsuri che li sfida ad affrontare dure prove in cambio dell'accesso a luoghi per rilassarsi ed essi accettano.
In realtà il barone, molti anni prima, era il capitano di una ciurma pirata, ma, un giorno, una potente tempesta li aveva travolti inghiottendo tutti i suoi compagni. Il barone, unico superstite, era naufragato sull'isola; vivendo in solitudine e impazzito per il dolore, aveva iniziato così ad odiare tutti i pirati fra i quali c'era un forte legame e, cercando di separarli, li attira sulla sua isola e, capitano a parte, li fa tutti mangiare dal Giglio Garofano, una grossa e mostruosa pianta situata sulla sommità di un monte che aveva trovato quando era naufragato lì. Grazie all'energia assorbita dalla pianta, il barone riesce a mantenere in vita i suoi compagni uccisi tempo fa nella tempesta.
Dopo avere affrontato e vinto le prime due prove, il rapporto di amicizia fra i membri della ciurma di Cappello di Paglia inizia ad affievolirsi ed iniziano allo stesso tempo a venire rapiti. Grazie all'aiuto di Brief, il capitano di una ciurma eliminata dal barone, e dai pirati Ochanoma Rufy riesce, però, a sconfiggere il barone e a distruggere il Giglio Garofano liberando i suoi compagni.

## Personaggi esclusivi del film
- Barone Omatsuri (オマツリ男爵?, Omatsuri danshaku), l'antagonista principale del film, è il capitano dei pirati Frecce Rosse (レッドアローズ海賊団?, Reddo Arōzu kaizoku-dan), nonché l'antagonista della storia. Egli, inoltre, sostiene di essere il fondatore e proprietario dell'isola Omatsuri, a cui deve il nome, situata nella Rotta Maggiore, su cui finiscono Rufy e compagni. Tuttavia sfida sempre i pirati che arrivano sull'isola a delle prove definite "infernali" prima di consentire loro di riposarsi, in cui gli sfidanti devono apparentemente dimostrare la loro forza. In realtà queste sfide servono per provare se gli uomini che vi partecipano sono adatti al Giglio Garofano, la pianta che cresce sulla sua spalla e con la quale ha una relazione simbiotica. In passato era il capitano di una ciurma di pirati, i quali morirono durante una tempesta gigantesca. Solo il Barone sopravvisse e naufragò sull'isola Omatsuri con ciò che rimaneva della sua nave. Da allora visse con amarezza i giorni della sua vita disprezzando ogni pirata che approdava sull'isola. Con l'aiuto del Giglio Garofano Omatsuri riesce a fare tornare in vita i suoi compagni tramite dei simulacri che li rassomigliano, compreso il carattere, che in realtà sono delle piante generate dallo stesso Giglio e alimentate dall'energia vitale delle vittime del Barone. Combatte utilizzando un arco armato con delle frecce dalla punta rossa. Viene sconfitto dopo che il capitano dei pirati Ochanoma, sparando una freccia che uccide il Giglio Garofano, lo indebolisce e Rufy lo colpisce con un potente pugno che lo sconfigge definitivamente. Gli spiriti dei suoi compagni, comprendono il suo dolore di essere rimasto solo e in solitudine per tanto tempo. Infine lo incoraggiano a riprendere il largo per trovare nuovi compagni.
- Il Giglio Garofano (リリー・カーネーション?, Rirī Kānēshon) è una mostruosa pianta che vive sull'isola Omatsuri insieme al barone. All'inizio appare come una piccola ed innocua piantina, ma si scopre che ha la capacità di assorbire l'energia degli esseri umani per alimentarsi e, fra questi, vi è la ciurma di Cappello di Paglia. Dopo che le sue radici vengono distrutte si trasforma in un'enorme pianta mostruosa e grottesca grazie all'energia di Zoro, Sanji e gli altri e riesce quasi ad uccidere Rufy in battaglia grazie ad una raffica di frecce che lo ferisce gravemente finché non viene battuta dal capitano dei pirati Ochanoma che la sconfigge con un colpo di freccia trasformando i pirati Frecce Rosse in comuni piante. Possiede anche dei poteri telepatici, con i quali permette ad Omatsuri di non mancare mai il bersaglio.
- Muchigoro (ムチゴロウ?, Muchigorou) è un membro dei pirati Frecce Rosse. Partecipa alla prima delle prove che Omatsuri sottopone alla ciurma di Rufy in cui devono catturare un pesce rosso gigante di nome Rosario e perde contro di loro. Dopo essere stato sconfitto, Nami gli chiede alcune informazioni sull'isola e sul suo capo, ma, improvvisamente, muore ed appassisce come una pianta. Successivamente si scopre che anch'egli era uno dei pirati riportati in vita dal Giglio Garofano, il quale lo riporta in vita una seconda volta, ma muore definitivamente quando la pianta viene uccisa, e così egli sparisce per sempre insieme ai suoi compagni di viaggio, riportati in vita anche loro.
- I Quattro Saggi (4つの賢い人?, 4 Tsuno Kashikoi Nin) sono quattro persone travestite da rane, membri dei pirati Frecce Rosse, al servizio del barone Omatsuri. Nonostante il nome, sono tre maschi ed una femmina. Essi sono: Keroji (ケロジイ?, Kerojii), Keroshot (ケロショット?, Keroshotto), Kerodeku (ケロデーク?, Kerodēta) e Keroko (ケロコ?, Keroko). Essi partecipano alla seconda prova contro la ciurma di Rufy. Uno di essi provoca le ire di Nami quando risponde ad una domanda di lei dicendo che data la loro saggezza, loro sono solo dei mocciosi pirati da quattro soldi. Viaggiano a coppie su due piccole barche che usano durante la seconda prova della sfida del barone Omatsuri. A differenza di quelle che utilizzano la ciurma di Cappello di Paglia, le loro sono equipaggiate con varie armi che mettono in difficoltà i pirati di Rufy; vengono sconfitti da Zoro, Sanji ed Usop.
- Kotetsu (コテツ?) è un membro della ciurma dei pirati Frecce Rosse. È simile ad una scimmia, è grosso e sa cucinare, infatti è il cuoco della ciurma. Appare mentre sfida Sanji in una gara di cucina in cui i due devono cercare di rubarsi il cibo a vicenda da utilizzare nelle loro creazioni. Alla fine, Sanji ha la meglio riuscendo a preparare un enorme piatto, grande abbastanza da fargli ammettere la sconfitta ed umiliarlo davanti a tutti.
- DJ Kappa (DJガッパ?, DJ Gappa) è un membro dei pirati Frecce Rosse. Si tratta di un ragazzino che porta sempre con sé un guscio di tartaruga sulla schiena, che funge anche da skateboard, ed ha l'abitudine di concludere ogni frase o parola con l'espressione "pu". Viene incontrato da Usop durante la sfida di cucina fra Sanji e Kotetsu ed egli lo cattura per darlo al Giglio Garofano come fonte di energia. Zoro si accorge che ha rubato il cappello di Usop, ma, prima di poterselo riprendere, il barone li sfida alla gara di tiro in cui essi devono scappare da cento pirati che li vogliono uccidere. Qui, DJ riesce a sconfiggere sia Nami che Sanji; viene, poi, sconfitto da Zoro che gli procura seri danni e si scusa con Omatsuri perché non è stato un buon pirata. In seguito viene resuscitato, ma muore definitivamente quando il Giglio Garofano viene distrutto e, prima di morire, spera che possa incontrare il suo capitano ed i suoi amici nell'aldilà.
- Brief (ブリーフ?, Burīfu) è il capitano dei pirati Chobihige (チョビヒゲ海賊?, Chobihige kaizoku-dan). Arriva con la sua ciurma sull'isola e Omatsuri in persona uccide tutti i suoi compagni. Il nome della sua ciurma deriva dai folti baffi che porta ogni componente. Indossa una giacca marrone con due spalline dorate, una camicia bianca con un papillon rosso ed un elmetto. Appare la prima volta mentre spia la ciurma di Cappello di Paglia durante la sfida del pesce rosso; incontrato Rufy, gli chiede di far parte della sua ciurma e gli spiega di fare attenzione al barone Omatsuri. Successivamente salva lo stesso Rufy da Omatsuri durante una delle prove e mentre sta quasi per ucciderlo. Brief rivela che la sua ciurma è vittima del Giglio Garofano, la pianta del barone. Alla fine aiuta Rufy a liberare la sua ciurma sconfiggendo Omatsuri ed il Giglio Garofano e salvando, così, la sua ciurma intrappolata.
- I pirati Ochanoma (お茶の間海賊団?, Ochanoma kaizoku-dan) sono una famiglia di quattro pirati composta da un uomo chiamato genericamente papà (パパ?), Daisy (デイジー?, Deijī), Rosa (ローザ?, Rōza) e Rick (リック?, Rikku). Inizialmente, la famiglia era approdata sull'isola per cominciare un nuovo lavoro, ma vennero fermati da Omatsuri che li fece partecipare alla sua sfida a cui fallirono miseramente. Una di loro, Daisy, riesce a sentire le voci delle persone anche a lunga distanza, persino se si trovano in un altro luogo, una capacità ereditata dalla madre. Dapprima essi si fidano di Chopper in quanto credono che sia estremamente forte e, in seguito, gli mostrano un manifesto con l'immagine del barone e della sua ciurma, così da spiegargli che erano pirati in passato. Chopper nota che la vecchia taglia ha qualcosa di strano; Il barone ad eccezione degli altri membri è l'unico a sembrare giovane mentre gli altri hanno mantenuto l'aspetto attuale di tempo fa; sfortunatamente, nello stesso momento, Chopper viene catturato ed usato per dare energia al Giglio Garofano e così tentano in tutti i modi di salvarlo. In seguito vengono salvati da Brief e Rufy dopo che egli ha combattuto già con il barone e, alla fine, il padre riesce a sconfiggere una volta per tutte il Giglio Garofano colpendolo con una freccia ritrovando il coraggio che aveva perso.

## Distribuzione

### Edizione italiana
L'edizione italiana del film fu trasmessa su Italia 1 divisa in quattro parti, dal 24 marzo al 2 aprile 2009. Il doppiaggio fu eseguito dalla Merak Film e diretto da Sergio Romanò su dialoghi (edulcorati rispetto a quelli originali) di Luisella Sgameglia. È il primo film della serie in cui Rufy è doppiato da Renato Novara anziché da Luigi Rosa.

### Edizioni home video
In Giappone il film è uscito in DVD il 21 luglio 2005 e in Blu-ray Disc il 10 dicembre 2009. In Italia è uscito in DVD e BD il 15 dicembre 2017 nel cofanetto One Piece Film Collection, distribuito da Koch Media.

## Accoglienza
Il film debuttò al terzo posto del botteghino giapponese nel weekend d'apertura e incassò in totale 1,2 miliardi di yen.

## Altri media
Il film fu adattato da Tatsuya Hamazaki in una light novel, pubblicata in Giappone da Shūeisha il 14 marzo 2005. È l'unico film della serie ad essere stato adattato in light novel anziché in anime comic.